# Not Now John
„Not Now John“ je devátý singl britské skupiny Pink Floyd, který vyšel ve Spojeném království. Singl pochází z alba The Final Cut, vyšel v dubnu 1983 (viz 1983 v hudbě) a v britské hitparádě se umístil nejlépe na 30. místě.
Singl „Not Now John“ vyšel ve dvou verzích, na sedmipalcové a na dvanáctipalcové gramofonové desce. Sedmipalcová varianta (SP) obsahuje na každé straně desky jednu píseň. Singlová „Not Now John (Remix)“ se liší od albové verze zkrácením přibližně o 40 sekund a cenzurou výrazu „fuck all that“ („seru na všechny“), které bylo nahrazeno „stuff all that“ („díky všem“). Na B straně singlu se nachází skladba „The Hero's Return“, která se rovněž vyskytuje i na albu. Na singlu je ale prodloužená o několik dalších veršů, proto má v názvu dodatek „(Parts 1 & 2)“.
EP (dvanáctipalcová deska) obsahuje kromě dvou písní, které se nachází i na SP, navíc albovou verzi skladby „Not Now John“ bez cenzurovaného textu.

## Seznam skladeb

### 7" verze
1. „Not Now John (Remix)“ (Waters/Waters) – 4:23
2. „The Hero's Return (Parts 1 & 2)“ (Waters/Waters) – 3:54

### 12" verze
1. „Not Now John (Remix)“ (Waters/Waters) – 4:23
2. „The Hero's Return (Parts 1 & 2)“ (Waters/Waters) – 3:54
3. „Not Now John“ (Waters/Waters) – 4:56